# Energija vjetra
Energija vjetra  jest energija sadržana u gibanju atmosfere koja se pretvara u korisni oblik energije, najčešće električnu energiju pomoću vjetroelektrana. U klasičnim vjetrenjačama energiju vjetra pretvara se u mehaničku te se takva direktno koristi za mljevenje žitarica ili pumpanje vode. Krajem 2007. instalirana snaga vjetroelektrana u svijetu bila je 94,1 GW. Prema podatcima iz 2007. vjetroelektrane pokrivaju tek 1 % svjetskih potreba za električnom energijom, dok u Danskoj ta brojka iznosi 19 %, Španjolskoj i Portugalu 9 %, Njemačkoj i Irskoj 6 %.
Električnom energijom iz vjetra vjetroelektrane snabdijevaju elektro energetsku mrežu kao što i pojedinačni vjetroagregati napajaju izolirana mjesta.
Vjetar je bogat, obnovljiv, lako dostupan i čist izvor energije. Nedostatak vjetra rijetko uzrokuje nesavladive probleme kada u malom udjelu sudjeluje u opskrbi električnom energijom, ali pri većem oslanjanju na vjetar dovodi do većih gubitaka.

## Nastanak
Nastanak vjetra je složen proces. Kako sunce neravnomjerno grije Zemlju, polovi primaju manje sunčeve energije nego ekvator. Pored toga, kopno se brže grije i brže hladi od mora. Takvo zagrijavanje tjera globalni atmosferski sustav prijenosa topline s površine Zemlje prema stratosferi koja se ponaša kao virtualni strop. Većina energije takvog strujanja vjetra je na velikim visinama gdje brzina vjetra prelazi i 160 km/h. Dio energije vjetra trenjem prelazi u difuznu toplinu kroz atmosferu i Zemljinu površinu.
Predviđanja govore da je 72 TW energije vjetra iskoristivo u komercijalne svrhe. Treba napomenuti da ni teoretski ni praktično nije iskoristiva sva snaga vjetra.

### Raspodjela brzine vjetra
Vjetar jako varira i srednja vrijednost brzine za danu lokaciju nam ne može reći koju količinu energije naš vjetroagregat može proizvesti. Ipak, kod predviđanja ponašanja vjetra na određenom mjestu, držimo se podataka koje su nam dala mjerenja. Dovoljna je i manja promjena lokacije da bi imali velike promjene u brzini vjetra. Brzinu vjetra mjerimo i aproksimiramo Rayleighjevom raspodjelom.
Kako se velika količina energije dobiva pri većim brzinama vjetra, dosta nam energije dolazi u kraćim intervalima, odnosno na mahove, kao i vjetar. Posljedica toga je da vjetroelektrane nemaju stalnu snagu na izlazu kao što to imaju npr. termoelektrane, te postrojenja koja napajaju vjetroagregati moraju imati osiguranu proizvodnju električne energije i iz nekog drugog izvora. Stalnost snage kod vjetroelektrana bi nam mogao osigurati napredak u tehnologijama koje se bave spremanjem energije tako da možemo koristiti energiju koju smo dobili za jačeg vjetra onda kada ga nema.

## Priključak na mrežu
Najčešće se koriste asinkroni generatori za vjetroagregate koji zahtijevaju reaktivnu snagu iz mreže za pobudu i stoga sadržavaju kondezatorske baterije za njenu kompenzaciju. Različiti tipovi vjetroagregata se ponašaju različito u slučajevima poremećaja u elektro energetskoj mreži tako da su prijeko potrebna prethodna ispitivanja i modeliranja dinamičnih elektromehaničkih osobina kod novih vjetroagregata prije njihova puštanja u pogon. Postoje izvedbe i sa sinkronim generatorom, no takve nisu često u primjeni, a asinkroni generatori s dvostranim napajanjem imaju najpoželjnija svojstva što se tiče spajanja na mrežu.

### Faktor opterećenja
Kako je brzina vjetra promjenjiva, godišnja proizvodnja jednog vjetroparka nikako nije zbroj umnožaka nazivne snage generatora i broja sati u godini. Odnos stvarno proizvedene i teorijski najveće moguće proizvedene energije naziva se faktor opterećenja. Faktor opterećenja uglavnom iznosi 20 do 40 % u najboljim slučajevima.
Za razliku od termoelektrana kod kojih na faktor opterećenja najviše utječe cijena goriva i zanemarivo vrijeme za remont, kod vjetroelektrana faktor opterećenja ovisi o nepromjenjivom svojstvu vjetra, njegovoj prisutnosti. Što se tiče nuklearnih elektrana, cijena goriva je izuzetno niska tako da faktor opterećenja doseže, pa i prelazi 90 %.

### Nepredvidivost vjetra
Električna energija dobivena iz energije vjetra varira iz sata u sat, dnevno i sezonski. Postoje i godišnje varijacije, ali nisu toliko značajne. S obzirom na to može se kratkoročno predvidjeti količina energije koju možemo dobiti. Poput drugih izvora električne energije, energija vjetra mora biti prema određenom rasporedu potrošnje. Zbog toga se koriste metode prognoziranja snage vjetra, ali predviđanje iznosa dobivene energije iz vjetra nije uvijek najpouzdanija metoda.
Proizvodnja i potrošnja električne energije moraju biti podjednake kako bi mreža ostala jednoliko opterećena. Ova varijabilnosti može predstavljati izazov pri spajanju električne energije proizvedene vjetrom u mrežu. Intermitentnost i nepredvidiva priroda vjetra povećavaju troškove za regulaciju, podižu radnu zalihu, a pri visokoj prodornosti mogla bi dovesti do povećanja količine električne energije u sustavu što može prouzročiti probleme s preopterećenjem. Rješenje bi bilo skladištenje ili povezivanje mreže izmjenične struje visokonaponskim kabelima izmjenične struje. Energija vjetra može se zamijeniti drugim elektranama u razdobljima slabog vjetra. Mreže za prijenos energije već sada se moraju nositi sa zastojima proizvodnje i dnevnim promjenama električne potražnje. Sustavi s velikim kapacitetom za energiju vjetra bi trebali imati više rezerve (energana koje rade na manje od maksimalnog opterećenja).
Reverzibilne hidroelektrane ili drugi oblici skladištenja energije u mreži mogu pohraniti energiju dobivenu za vrijeme jakih vjetrova i pustiti ju kada je to potrebno. Pohranjena energija povećava ekonomsku vrijednost energije vjetra jer može zamijeniti velike troškove proizvodnje tijekom najveće potražnje. Potencijalni prihod može premašiti troškove i gubitke u pohrani. Trošak skladištenja može dodati 25 % na cijenu pohranjene energije vjetra, ali nije predviđeno da se primjenjuje na veliki udio dobivene energije vjetra. w:en:Dinorwig Power Station, reverzibilna hidroelektrana od 2 GW u Walesu izjednačava vrhove potražnje električne energije, omogućujući tako efikasniji rad elektrana koje dobavljaju elektricitet za bazno opterećenje. Korisnosti od 75 % i visoka cijena izgradnje takvih elektrana nisu problem jer je cijena za rad tih elektrana niska i mogućnost smanjenja bazne potrošnje može smanjiti cijenu goriva i ukupne troškove generiranja električne energije.
U nekim regijama, vršna brzina vjetra ne može se poklopiti s vrhom potražnje električne energije. U državama SAD-a, Kaliforniji i Teksasu, za vrijeme vrućih ljetnih dana brzine vjetra su niske, a potražnja električne energije visoka zbog masivnog korištenja klima uređaja. Neke komunalne tvrtke subvencioniraju kupnju geotermalnih toplinskih pumpi svojim korisnicima, u svrhu smanjenja potrošnje električne energije tijekom ljetnih mjeseci čineći korištenje klima uređaja i do 70 % učinkovitijim. Druga mogućnost je da se međusobno raspršena područja povežu u tzv. „Supermrežu“ visokovoltažnih kabela za istosmjernu struju.
U Velikoj Britaniji, potražnja za električnom energijom viša je zimi nego ljeti, proporcionalno brzini vjetra. Solarna energija teži da bude komplementarna energiji vjetra. Područja visokog tlaka zraka donose vedro nebo i slabije površinske vjetrove, dok su dani s nižim tlakom zraka pretežito vjetroviti i oblačni. To znači da je solarne energije obično najviše ljeti, dok je energije vjetra najviše zimi, te se tako intermitencija vjetra i sunčeva energija međusobno poništavaju.
Kao i kod drugih izvora i proizvodnja električne energije iz vjetroelektrana mora biti isplanirana, no priroda vjetra to nikako ne omogućava, usprkos pomoći meteorologije.

## Instalirana snaga
| Skala | Zemlja                        | 2005   | 2006   | 2007   |
| ----- | ----------------------------- | ------ | ------ | ------ |
| 1     | Njemačka                      | 18,415 | 20,622 | 22,247 |
| 2     | SAD                           | 9,149  | 11,603 | 16,818 |
| 3     | Španjolska                    | 10,028 | 11,615 | 15,145 |
| 4     | Indija                        | 4,430  | 6,270  | 8,000  |
| 5     | Kina                          | 1,260  | 2,604  | 6,050  |
| 6     | Danska (i Ferojski otoci)     | 3,136  | 3,140  | 3,129  |
| 7     | Italija                       | 1,718  | 2,123  | 2,726  |
| 8     | Francuska                     | 757    | 1,567  | 2,454  |
| 9     | VB                            | 1,332  | 1,963  | 2,389  |
| 10    | Portugal                      | 1,022  | 1,716  | 2,150  |
| 11    | Kanada                        | 683    | 1,459  | 1,856  |
| 12    | Nizozemska                    | 1,219  | 1,560  | 1,747  |
| 13    | Japan                         | 1,061  | 1,394  | 1,538  |
| 14    | Austrija                      | 819    | 965    | 982    |
| 15    | Grčka                         | 573    | 746    | 871    |
| 36    | Mađarska                      | 18     | 61     | 65     |
|       | Hrvatska                      | 5.95   | 17.15  | 17.15  |
|       | Ostala Europa                 | 129    | 163    |        |
|       | Ostala Amerika                | 109    | 109    |        |
|       | Ostala Azija                  | 38     | 38     |        |
|       | Ostala Afrika i Srednji Istok | 31     | 31     |        |
|       | Ostala Oceanija               | 12     | 12     |        |
|       | Svijet ukupno (MW)            | 59,091 | 74,223 | 93,849 |

| Godišnja proizvodnja iz vjetroelektrana(TWh) / Ukupna potrošnja(TWh) | Godišnja proizvodnja iz vjetroelektrana(TWh) / Ukupna potrošnja(TWh) | Godišnja proizvodnja iz vjetroelektrana(TWh) / Ukupna potrošnja(TWh) | Godišnja proizvodnja iz vjetroelektrana(TWh) / Ukupna potrošnja(TWh) | Godišnja proizvodnja iz vjetroelektrana(TWh) / Ukupna potrošnja(TWh) |
| Skala                                                                | Zemlja                                                               | 2005                                                                 | 2006                                                                 | 2007                                                                 |
| -------------------------------------------------------------------- | -------------------------------------------------------------------- | -------------------------------------------------------------------- | -------------------------------------------------------------------- | -------------------------------------------------------------------- |
| 1                                                                    | Njemačka                                                             | 27.225/533.700                                                       | 30.700/569.943                                                       | 39.500/584.939                                                       |
| 2                                                                    | SAD                                                                  | /4049.8                                                              | 10.671/4104.967                                                      | /4179.908                                                            |
| 3                                                                    | Španjolska                                                           | 23.166/254.90                                                        | 29.777/294.596                                                       | /303.758                                                             |
| 4                                                                    | Indija                                                               | /661.64                                                              |                                                                      |                                                                      |
| 5                                                                    | Kina                                                                 | /2474.7                                                              | 2.70/2834.4                                                          | /3255.9                                                              |
| 6                                                                    | Danska (i Ferojski otoci)                                            | 6.614/34.30                                                          | 7.432 /44.24                                                         | /37.276                                                              |
| 7                                                                    | Francuska                                                            | /547.8                                                               | 2.323 /550.063                                                       | /545.289                                                             |
| 8                                                                    | VB                                                                   | 0.973/407.365                                                        | /383.898                                                             | /379.756                                                             |
| 9                                                                    | Portugal                                                             | /35.0                                                                | 4.74/48.876                                                          |                                                                      |
|                                                                      | Svijet ukupno (TWh)                                                  | '                                                                    | /16790                                                               | '                                                                    |

Više je tisuća vjetroagregata u pogonu, ukupno instalirane snage 73.904 MW, od čega je u Europi 65 % (2006.). Vjetroelektrane su imale najbrži rast od svih alternativnih izvora energije na početku 21. stoljeća, kapacitet im se više nego učetverostručio od 2000. do 2006. 81 % instalirane snage otpada na SAD i Europu.
Procjene su da će do 2010. biti instalirano 160 GW snage vjetroagregata s porastom od 21 % godišnje.
Danska proizvodi približno jednu petinu električne energije vjetroelektranama što je čini zemljom s najvećim udjelom vjetroelektrana u vlastitoj proizvodnji. Značajni je i korisnik i proizvođač vjetroturbina.
Njemačka je vodeći proizvođač vjetroelektranama, s udjelom od 28 % svjetske proizvodnje u 2006. i ukupnom proizvodnjom od 38.5 TWh u 2007. (6,3 % električne energije Njemačke), a cilj joj je do 2010. dosegnuti proizvodnju od 12,5 % od ukupne. Njemačka ima 18.600 vjetroturbina, uglavnom na sjeveru zemlje, uključujući i tri najveće na svijetu (6 MW i dvije po 5 MW).
Kina je 2005. najavila izgradnju vjetroparka od 1000 MW u Hebeiu do 2020. Cilj joj je do iste godine imati i proizvodnju od 20,000 MW iz obnovljivih izvora. Kažu da je od vjetra na prostoru Kine moguće dobiti 253.000 MW.
Što se tiče Hrvatske, 2001. je počela gradnja prve vjetroelektrane na lokaciji RAVNA-1, na otoku Pagu koja je u pogonu od kraja 2004. godine, ukupne je instalirane snage 5,95 MW. Druga vjetroelektrana koja je ušla u pogon krajem 2006. godine, nalazi se na lokaciji Trtar – Krtolin u Šibensko-kninskoj županiji, ukupne je instalirane snage 11,2 MW (14 vjetroturbina pojedinačne snage 800 kW).

## Isplativost

### Trendovi
Prema izvješću Global Wind Energy Council, 2007. je instalirano dodatnih 20 GW vjetroelektrana, što je ukupno instaliranu snagu popelo na 94 GW. Gledano s gospodarskog stajališta, područje proizvodnje električne energije iz vjetra je postalo jako važno i financijski interesantno na tržištu. Vrijednost ugrađene opreme za vjetroelektrane u 2007. iznosi 25 milijardi €.
Cijena energije iz vjetra 2004. je pala na jednu petinu cijene iz osamdesetih, a procjena je da će se pad nastaviti kako raste masovna proizvodnja višemegavatnih vjetroturbina. Kako god, cijena ugradnje je 2007. iznosila 1,300€/KW, što je više u usporedbi s 2005. kada je iznosila 1,100€/KW. Rast cijene se objašnjava prevelikom potražnjom za opremom, dok je jako malo proizvođača sposobno proizvesti velike moderne turbine i nosače za vjetroagregate.
Na cijenu električne energije iz vjetro i hidroelektrana zanemariv utjecaj ima cijena goriva i jako mali utjecaj održavanje postrojenja, ali su kapitalni troškovi značajni.

### Teoretski potencijal
Snaga vjetra u atmosferi je mnogo veća od sadašnje svjetske potrošnje. Najiscrpnija istraživanja kažu da je ukupna snaga vjetra na kopnu i blizu obale 72 TW, što je ekvivalentno 54 milijarde tona nafte godišnje ili pet puta više nego što svijet trenutno troši u bilo kojem obliku.

### Izravni troškovi
Mnoge potencijalne lokacije vjetroenergetskih postrojenja su daleko od potrošačkih centara, što povećava trošak zbog izgradnje novih mreža za prijenos električne energije. U nekim područjima to je zato što su jaki vjetrovi utjecali na izgradnju središta dalje od vjetrovitih područja. Vjetar koji je nekada bio neprijatan, danas je vrijedan izvor energije, bez obzira na to što su se civilizacije nastanjivale u područjima koja su više zaštićena od vjetra.
Kako su glavni troškovi u dobivanju električne energije iz energije vjetra zapravo troškovi izgradnje, a ne cijena goriva, prosječna cijena proizvodnje takve energije ovisi o izradi i popravcima elektrane. Granična cijena energije nakon što je elektrana izgrađena iznosi manje od 1 centa po kWh.
Cijene električne energije jako su regulirane diljem svijeta. Kupci potpisuju dugoročne ugovore kako bi smanjili rizik budućih fluktuacija, osiguravajući tako stabilniji povrat novca za projekte u stadiju razvoja. U takvim ugovorima osoba odgovorna za rad sustava se obvezuje na kupnju energije dobivene vjetrom po fiksnoj cijeni za određeni period. Te cijene se mogu razlikovati od cijena energije iz drugih izvora, pa čak mogu sadržavati i određene subvencije.
Kako je cijena električne energije stvar tržišta, prihodi su veći kada se proizvodnja odvija u periodima više cijene. Profitabilnost vjetroelektrana će stoga biti veća kada se vrijeme njihovog rada podudara s tim periodima.

## Vanjske poveznice
- Ministarstvo zaštite okoliša, prostornog uređenja i graditeljstva – Procjena utjecaja na okoliš  Arhivirana inačica izvorne stranice od 16. svibnja 2008. (Wayback Machine)
- HEP – Potrošnja električne energije  Arhivirana inačica izvorne stranice od 1. rujna 2010. (Wayback Machine)
- Iskorištavanje energije vjetra u Hrvatskoj  Arhivirana inačica izvorne stranice od 4. srpnja 2010. (Wayback Machine)